# Саламбек, Иван Яковлевич
Иван Яковлевич Саламбек (по паспорту Яковлев; 29 октября 1906, Шинерпоси, Тогашевская волость, Чебоксарский уезд, Казанская губерния, Российская империя — 15 декабря 1973, Чебоксары, РСФСР) — чувашский писатель
С 1934 года в Союзе писателей СССР.

## Биография
Родился в бедной крестьянской семье. В 1921 году поступил учиться в Чебоксарский педагогический техникум. С 1926 года работал в Чебоксарском городском комитете комсомола, участвовал в издании молодёжной газеты.
В 1927—1928 гг. — секретарь Аликовского райкома ВЛКСМ. В 1928 году становится редактором газеты «Молодой коммунист». Также в то время редактировал пионерский журнал на чувашском языке «Хатӗр пул».
В 1932 году поступил в аспирантуру ЦНИИ национальностей. После окончания учёбы в 1935—1937 гг. являлся заместителем ректора ЧГПУ по учебной части, преподавал.
Также трудился в Алатырском педучилище на должности директора. В газете «Чăваш коммуни» работал на должности редактора. В 1933 печатает роман «Иштул».
Исследовал наследие Ивана Яковлева, историю Симбирской чувашской школы; директор Чувашского НИИ.
В июне 1941 года был репрессирован за общеуголовное преступление и отбывал наказание в течение полутора лет в лагере на территории Марийской АССР. В 1948 году снова был репрессирован на восемь лет, и во время отбывания наказания в системе ГУЛАГ (в Сибири) участвовал в строительстве железной дороги Абакан — Тайшет; в заключении познакомился с отбывавшим наказание советским историком Львом Гумилёвым.

## Произведения

### Напечатанные книги
- 1933 — «Иштул», роман.
- 1940 — «Велиме», драма.
- 1944 — «Как коротка ночь» (Каçĕ мĕншĕн кĕске-ши?), сборник рассказов.
- 1946 — «Когда луна взойдёт» (Уйăх хăпарсан), рассказ.
- 1947 — «Неиссякаемая надежда» (Иксĕлми шанчăк), рассказ.
- 1958 — «Тернистый путь» (Тумхахла çул), рассказ.
- 1970 — «Первая любовь» (Пирвайхи юрату), роман.

### Научные труды
- 1948 — «Первый чувашский педагог»;
- 1948 — «Иван Яковлевич Яковлев»;
- 1959 — «Симбирская учительская школа и её роль в просвещении чувашей».